# Saint-Agnan, Tarn
Saint-Agnan är en kommun i departementet Tarn i regionen Occitanien i södra Frankrike. Kommunen ligger i kantonen Lavaur som tillhör arrondissementet Castres. År 2022 hade Saint-Agnan 295 invånare.

## Befolkningsutveckling
Antalet invånare i kommunen Saint-Agnan
| Referens: INSEE |